# Sciomesa agrocyma
Sciomesa agrocyma är en fjärilsart som beskrevs av Fletcher 1961. Sciomesa agrocyma ingår i släktet Sciomesa och familjen nattflyn. Inga underarter finns listade.